# 河西文庙
河西文庙，即临安府河西县文庙，位于云南省玉溪市通海县河西镇南街14号，始建于元泰定二年（1325年），明成化七年（1471年）迁今址，清光绪十六年（1890年）重修:182。现存文明坊、大成门、大成殿、两庑、明伦堂等:182。大成殿坐北向南，五开间，重檐歇山顶建筑:105-107。2003年12月18日公布为第六批云南省文物保护单位。